# Элошвили, Владимир Сергеевич
Влади́мир Серге́евич Элошви́ли (18 декабря 1927, Тифлис, Грузинская ССР, ЗСФСР, СССР — 20 ноября 2009, Тбилиси, Грузия) — советский футболист, защитник. Мастер спорта СССР. Заслуженный тренер СССР (1967).

## Биография
Осетин. Выступал за тбилисские команды «Трудовые резервы» (1945—1946), «Локомотив» (1947—1948), «Динамо» (1949—1959). В чемпионатах СССР провёл 162, по другим данным — 166 матчей, забил 3 гола.
С 1961 года (с перерывами) работал тренером в ФШМ (Тбилиси) — тренером, главным тренером, начальником. Под руководством Элошвили ФШМ (Тбилиси) стал победителем всесоюзных юношеских соревнований в 1966 и 1972 годах, 2-м призёром — в 1967 году, 3-м призёром — в 1965 и 1973 годах.
Сборная Грузинской ССР под его руководством выиграла в 1973 году Кубок «Надежды».
Среди его воспитанников — Александр Чивадзе, Владимир Гуцаев, Пируз Кантеладзе, Давид Гогия, Вахтанг Копалейшвили, Манучар Мачаидзе, Темур Степания и другие.
В 1971—1972 — главный тренер «Локомотив» (Тбилиси), в 1989 — МЦОП (Тбилиси).

## Достижения
- Серебряный призёр чемпионата СССР (2): 1951, 1953.
- В списке 33 лучших футболистов сезона (2): 1956, 1957 — № 3.

## Награды
- Медаль «За трудовую доблесть» (27.04.1957) — «за успехи, достигнутые в деле развития массового физкультурного движения в стране, повышения мастерства советских спортсменов, и успешное выступление на международных соревнованиях»